# Heinz Bach (Pädagoge)
Heinz Bach (* 9. Mai 1923 in Berlin; † 6. Juni 2013 in Mainz) war ein deutscher Sonderpädagoge und Hochschullehrer. Er forschte und lehrte an der Universität Mainz und war der erste Lehrstuhlinhaber für Geistigbehindertenpädagogik in der Bundesrepublik Deutschland.

## Werdegang
Bach legte 1941 das Abitur in Berlin ab. Anschließend wurde er zum Kriegsdienst eingezogen. Nach Kriegsende studierte er Pädagogik, Sonderpädagogik, Psychologie, Philosophie und Soziologie und wurde 1960 am Heilpädagogischen Institut Zürich bei Paul Moor zum Dr. phil. promoviert. Ab 1961 war er Akademischer Rat an der Universität Mainz, wo er das Institut für Sonderpädagogik aufbaute. 1966 wurde er in Mainz auf den ersten Lehrstuhl für Geistigbehindertenpädagogik in Deutschland berufen, als deren Mitbegründer er gilt. Nach seiner Emeritierung im Jahr 1991 war er weiter als Honorarprofessor an der Johannes Gutenberg-Universität tätig.
Bach war Mitglied des Ausschusses Sonderpädagogik des Deutschen Bildungsrats, der 1974 die Empfehlungen „Zur pädagogischen Förderung behinderter und von Behinderung bedrohter Kinder und Jugendlicher“ erarbeitete. Von 1974 bis 2000 war er Mitglied der Kommission „Anwalt des Kindes“ und zeitweise auch deren Vorsitzender. Bach starb 2013 im Alter von 90 Jahren in Mainz.

## Ehrungen
- 1988: Verdienstkreuz 1. Klasse der Bundesrepublik Deutschland
- 1994: Verdienstorden des Landes Rheinland-Pfalz

## Publikationen

### Sonderpädagogik/Monografien (Auswahl)
- Schulische Erziehungsberatung: Möglichkeiten und Probleme des Gesprächs zwischen Schule und Elternhaus. Verlag Zickfeldt, Hannover 1960, DNB 450194981.
- Die Unterrichtsvorbereitung: Praxis und Theorie der Unterrichtsplanung, Unterrichtsvorbereitung, Nachbesinnung und Buchführung des Lehrers. 7., neubearb. Auflage. Verlag Zickfeldt, Hannover 1967, DNB 455593744.
- Geistigbehindertenpädagogik. 3. Auflage. Verlag Marhold, Berlin-Charlottenburg 1970, DNB 455593701.
  - Geistigbehindertenpädagogik. 15. Auflage. Ed. Marhold im Wiss.-Verl. Spiess, Berlin 1995, ISBN 3-89166-366-8.
- Schulintegrierte Förderung bei Verhaltensauffälligkeiten: Konzepte und Praxis. Verlag v. Hase und Koehler, Mainz 1984, ISBN 3-7758-1087-0.
- Grundlagen der Sonderpädagogik. 1. Auflage. UTB, Bern/Stuttgart/Wien 1999, ISBN 978-3-8252-2094-5.
- Theorie der Sonderpädagogik. Verl. Fernuniv. Hagen, Hagen 1999, DNB 956423248.
- Pädagogik bei mentaler Beeinträchtigung: Revision der Geistigbehindertenpädagogik. 1. Auflage. Verlag Haupt, Bern/Stuttgart/Wien 2001, ISBN 978-3-258-06267-9.

### Sonderpädagogik/Herausgeber (Auswahl)
- Sonderpädagogik im Grundriss. 1. Auflage. Marhold, Berlin 1975, ISBN 3-7864-0324-4.
  - Mit Gerhard Heese: Sonderpädagogik im Grundriss. 13. Auflage. Ed. Marhold im Wiss.-Verl. Spiess, Berlin 1989, ISBN 3-89166-368-4.
- Pädagogik der geistig Behinderten. 1. Auflage. Marhold, Berlin 1979, ISBN 3-7864-1688-5.
- Familien mit geistig behinderten Kindern: Unters. zur psych., sozialen und ökonom. Lage. 1. Auflage. Marhold, Berlin 1979, ISBN 3-7864-0321-X.
- Früherziehungsprogramme für geistigbehinderte und entwicklungsverzögerte Säuglinge und Kleinkinder. 4., durchges. Auflage. Marhold, Berlin 1981, ISBN 3-7864-0309-0.